# Sổ cái phân tán
Sổ cái phân tán (còn gọi là sổ cái chia sẻ hay DLT - distributed ledger technology) là một kỹ thuật đồng thuận cho phép sao chép, chia sẻ và đồng bộ hóa dữ liệu kỹ thuật số giữa nhiều trang web, quốc gia hoặc tổ chức.  Khác với cơ sở dữ liệu tập trung, nó không có một trung tâm quản trị. 
Đôi khi công nghệ được diễn tả bằng một thuật ngữ thay thế: RJT - Replicated Journal Technology (công nghệ nhật trình nhân bản), vì thông tin được sao chép trong các nút là bản sao đầy đủ thông tin và thông tin trong các khối được đưa vào theo thứ tự thời gian, giống như một nhật trình hơn là một sổ cái . 
Để hiện thực công nghệ cần có một mạng ngang hàng cũng như các thuật toán đồng thuận để đảm bảo thực hiện chia sẻ dữ liệu giữa các nút.  Một ví dụ về sổ cái phân tán là hệ thống blockchain, có thể là blockchain công cộng hoặc riêng tư.

## Đặc trưng
Cơ sở dữ liệu của sổ cái phân tán được trải rộng trên các nút (thiết bị) tham gia mạng ngang hàng, trong đó mỗi nút sao chép, lưu trữ một bản sao giống hệt nhau và tự cập nhật độc lập. Ưu điểm chính của hệ thống là không cần cơ quan quản lý trung ương. Để đồng bộ dữ liệu, khi có sự kiện mới, mỗi nút sẽ xây dựng giao dịch mới và sau đó các nút bỏ phiếu bằng thuật toán đồng thuận xem bản sao nào là chính xác. Sau khi đồng thuận được thiết lập, tất cả các nút sẽ cập nhật bản sao mới, chính xác của sổ cái.   Bảo mật trong mạng được thực hiện thông qua các khóa mật mã và chữ ký số.   

## Các ứng dụng
Vào năm 2016, một số ngân hàng đã thử nghiệm sổ cái phân tán trong thanh toán  để xem liệu việc đầu tư vào sổ cái phân tán có thực sự hữu ích hay không. 

## Phân loại
Sổ cái phân tán có thể được phân thành cấp phép hoặc không cấp phép. Điều này xác định xem có ai hoặc một nhóm những người được phê duyệt mới có thể chạy một nút để xác thực giao dịch hay không.  Chúng cũng có thể phân biệt qua thuật toán đồng thuận - bằng chứng công việc, bằng chứng cổ phần, hệ thống bỏ phiếu hay hashgraph . Hệ thống là có thể đào được  (một số lượng token hệ thống được in ra để thưởng cho nút có công) hay không (tác giả của đồng tiền mã hoá có thể thiết kế để họ sở hữu tất cả ngay từ đầu).
Tất cả các blockchain được xếp loại vào DLT. Ngoài ra cũng có các bảng sổ cái phân tán không phải blockchain.
Các DLT không phải blockchain có thể là tiền điện tử phân tán hoặc là các kiến trúc điện tử khác mà dữ liệu riêng tư hoặc công khai có thể được lưu trữ hoặc chia sẻ. 